# Rolles sætning
I infinitesimalregningen siger den matematiske sætning Rolles sætning, at hvis {\displaystyle f} er en funktion, der er kontinuert på {\displaystyle [a,b]} og differentiabel på {\displaystyle ]a,b[} med {\displaystyle f(a)=f(b)}, eksisterer et {\displaystyle c\in ]a,b[} så
{\displaystyle f'(c)=0\;}.
Sætningen blev først erklæret af inderen Bhaskara i 1150 og siden hen af Michel Rolle i 1691.
Rolles sætning benyttes i beviset for middelværdisætningen, der fjerner kravet, om at {\displaystyle f(a)=f(b)}.